# モリス・ウデゼ
モリス・ウデゼ（Morris Udeze, 1999年12月13日 - ）は、アメリカ合衆国テキサス州ヒューストン出身のプロバスケットボール選手。ポジションはパワーフォワード。愛称は「BigMo」。

## 経歴
2023年にオルレン・バスケット・リーガのヴィルキ・モルスキエ・シュチェチンでプロキャリアをスタートさせる。翌年はジャパン・プロフェッショナル・バスケットボールリーグの神戸ストークスに加入した。背番号は24。神戸ではB2リーグ戦40試合に出場し、平均14.4得点、7.9リバウンド、1.3アシストを記録したが契約解除となり、福島ファイヤーボンズに移籍した。背番号は0。
2025年7月31日、リーガACBに所属するBCアンドラへの加入が発表された。

## 個人成績

### レギュラーシーズン
| シーズン   | チーム | GP | GS | MPG | FG%  | 3P%  | FT%  | RPG | APG | SPG | BPG | TO | PPG  |
| ---------- | ------ | -- | -- | --- | ---- | ---- | ---- | --- | --- | --- | --- | -- | ---- |
| B2 2024-25 | 神戸   | 40 | 39 |     | .522 | .444 | .619 | 7.9 | 1.3 | 0.8 | 0.5 |    | 14.4 |
| B2 2024-25 | 福島   |    |    |     |      |      |      |     |     |     |     |    |      |

## 人物

### 選手としての特徴
神戸ストークス加入時には、高い運動能力と強靭な体を評価されていた。